# آنجلو آنتوناتزو
آنجلو آنتوناتزو (انگلیسی: Angelo Antonazzo؛ زادهٔ ۲ اکتبر ۱۹۸۱) بازیکن فوتبال اهل ایتالیا است.
از باشگاه‌هایی که در آن بازی کرده‌است می‌توان به باشگاه فوتبال رجینا، باشگاه فوتبال مودنا، باشگاه فوتبال آسکولی، باشگاه فوتبال کیه‌وو ورونا، باشگاه فوتبال فروزینونه، باشگاه فوتبال بولونیا، و باشگاه فوتبال امپولی اشاره کرد.